# 光明 (蔡牽)
光明（1805年四月—1809年八月十八日）为中国清朝时期反清领袖蔡牽的年号，前后共5年。。

## 公元纪年对照表
| 光明 | 元年   | 二年   | 三年   | 四年   | 五年   |
| ---- | ------ | ------ | ------ | ------ | ------ |
| 公元 | 1805年 | 1806年 | 1807年 | 1808年 | 1809年 |
| 干支 | 乙丑   | 丙寅   | 丁卯   | 戊辰   | 己巳   |

## 同期存在的其他政权年号
- 中國
  - 嘉庆（1796年－1820年）：清朝—清仁宗顒琰之年号
- 越南
  - 嘉隆（1802年－1820年）：阮朝—阮世祖阮福映之年号
- 日本
  - 文化（1804年－1818年）：—光格天皇、仁孝天皇之年號

## 參看
- 台灣年號列表、中國年號索引
- 光明 (消歧義)